# Фатулла-хан Акбар
Фатулла Хан Акбар Сепахдар (ок. 1878, Решт, Гилян — дата смерти не установлена; в разных источниках указываются март 1938, 1947 и 1967 годы) — персидский политический деятель, премьер-министра Ирана с октября 1920 по 21 февраля 1921 года.

## Биография
Родился в очень богатой помещичьей семье; его дядя Акбар Хан Беглар Беги владел концессией, дававшей право на взимание таможенных пошлин с кораблей в персидских портах Каспийского моря, а также имел обширные земельные владения в Гиляне и считался самым богатым человеком в этом регионе. После завершения образования Фатулла некоторое время работал в подконтрольных его дяде таможенных учреждениях. После смерти Акбар Хана в 1890 году Фатулла женился на его вдове, ставшей наследницей мужа, поскольку тот не имел сыновей, и фактически получил возможность распоряжаться всеми его богатствами. В 1900 году был назначен министром почты и телеграфа Персии.
В 1907 году поддержал Конституционную революцию, но в июне 1908 года был смещён с поста министра и арестован по приказу Мохаммада Али-шаха; вследствие заступничества британского посла избежал заключения и был отправлен в ссылку в Хорасан, но уже в конце того же года тайно возвратился в Тегеран и некоторое время скрывался в русском посольстве, дабы избежать нового ареста. После свержения Мохаммада Али-шаха в 1911 году вновь стал министром почты и телеграфа и впоследствии занимал этот пост ещё три раза, также дважды становился министром юстиции. 29 августа 1916 года занял пост министра внутренних дел в первом правительстве Хасана Восуга, а в третьем его правительстве в 1919 году — военного министра. В 1920 году значительная часть его земельных владений в Гиляне была захвачена повстанцами под командованием Мирзы Кучек-хана, однако после подавления восстания он восстановил на них права. В октябре 1920 года стал премьер-министром страны, но был свергнут в феврале 1921 года вследствие государственного переворота. После этого Фатулла некоторое время скрывался в британском посольстве, а затем возвратился в свой дом в Реште и до конца своих дней больше не принимал никакого участия в политической жизни страны. Скончался, согласно иранским источникам, в марте 1938 года.